# Jorge Fernández Díaz
Jorge Fernández Díaz, född 6 april 1950 i Valladolid, är en spansk politiker (Partido Popular), bror till Alberto Fernández Díaz. Sedan den 22 december 2011 är han inrikesminister i regeringen Rajoy. 

## Biografi
Fernández Díaz kom till Barcelona vid tre års ålder, han studerade till industriingenjör (specialiserad på industriell organisation) och sökte till Cuerpo de Inspectores Superiores de Trabajo y Seguridad Social del Estado (ung ”Statens högre inspektörskår för arbetsmiljö och social säkerhet”), och blev inspektör och ingenjör vid Spanska arbetsmiljöverket.
Mellan 1978 och 1980 blev han provinsdelegat för arbetsfrågor i Barcelona. Senare utnämndes han till gobernador civil (ung. ”landshövding”) i Asturien (juli 1980 till juli 1981) och Barcelona (från juli 1981 till september 1982, då han avgick för att ställa upp som kandidat för Centro Democrático y Social för Barcelona i de spanska allmänna valen i oktober samma år, dock utan att få något mandat). I januari 1983 gick han över till Alianza Popular, där han blev vald till ordförande i Barcelonaprovinsen 1983.
I kommunalvalen 1983 blev han vald till ledamot i Barcelonas kommunstyrelse. Ett år senare blev han i parlamentsvalet 1984 i Katalonien vald till ledamot av Kataloniens parlament. I Katalonien var Fernández Díaz partiets generalsekreterare mellan 1985 och 1987 och, senare ordförande i Partido Popular i Barcelona och därefter regional ordförande, genom vilket han nådde partiets nationella exekutiva kommitté (Comité Ejecutivo Nacional). I parlamentsvalet i Katalonien 1988 återvaldes han som ledamot. Han var spansk senator mellan 1986 och 1989.
Han blev vald till ombud för Barcelonaprovinsens valkrets i de spanska valen 1989 (och övergav då sina poster i Senaten och i Parlamentet i Katalonien), 1993, 1996, 2000, 2004 och 2008.
I slutet av 1980-talet och i början av 1990-talet, genomgick den katalanska delen av Partido Popular en djup kris. I november 1990 blev styrelsen ledd av Fernández Díaz ersatt av en administratör under ledning av Aleix Vidal-Quadras i Barcelona och i januari 1991 hände samma sak med den regionala styrelsen, som avlöstes av en administrativ ledning ledd av Josep Curtos.
Efter att José María Aznar hade installerats i sitt ämbete i maj 1996, innehade Fernández Díaz olika offentliga uppdrag: Statssekreterare i inrikesdepartementet (Administraciones Territoriales) (14 maj 1996 – 22 januari 1999), Statssekreterare för utbildning, universitet, forskning och utveckling (22 januari 1999 – 5 maj 2000) och Statssekreterare för rättsväsendet (Relaciones con las Cortes) (5 maj 2000 – 19 april 2004).
Under den IX Lagstiftande församlingen (2008–2011) var han tredje vicepresident i Kongressen.